# 和歌山縣公安委員會
和歌山縣公安委員会（日语：／ Wakayamaken kō'an-i'inkai */?）是由和歌山縣知事所轄，負責管理和歌山縣警察的行政委員會，由3名委員組成。

## 委員
- 委員長
  - 溝端莊悟
- 委員
  - 大桑堉嗣
  - 竹田純久

## 下部組織
- 和歌山縣警察

## 外部連結
- 和歌山県公安委員会